# Ibilcieta
Ibilcieta (Ibizta o Ibiltzieta en euskera) es una villa y concejo de Sarriés, en el Valle de Salazar, en España.
Su población para 2022 era de 45 habitantes siendo el primer pueblo más poblado de Sarriés, por delante de su capital holonima. 
Su gentilicio es Ibiztar, tanto en masculino como en femenino.

## Historia
La localidad tiene documentos que datan del siglo XII con el nombre de Ubelcieta o Uelcita, siendo por mucho tiempo, extremadamente importante para el Valle de Salazar, ya que cuando el valle constituía una sola administración, seguramente por su céntrica y estratégica ubicación, a la izquierda del Río Salazar, era la capital y cabecera de la zona.
En el siglo XII, la villa consta con las grafías de "Ubelcieta" y "Uelcita". Ibilcieta ejerció la capitalidad del Valle de Salazar desde el siglo XI hasta bien entrado el XVIII. Seguramente por su céntrica situación dentro de Salazar, las autoridades celebraban sus juntas en la basílica de Santa Lucía, una ermita próxima al pueblo. Su historia es la de Salazar, y tras las reformas municipales de 1835-45, la de Sarriés, con el que pasó a formar ayuntamiento.
La capitalidad del valle la ocupó desde el siglo XI hasta mediados del siglo XIII, era en la Basílica de Santa Lucía, un basílica cercana al pueblo que constituye un monumento histórico para el municipio, en donde se reunían las autoridades y la junta.

## Arte
Aparte de la basílica, Ibilcieta, posee la moderna parroquia de Santa María. Templo moderno construido en 1960. Talla gótica de la Virgen sedente con Niño.
Ermita de Santa Lucía. Antiguamente centro de las reuniones de la Junta del Valle, durante siglos.
Ruinas de la ermita de Santa Águeda, en un alto, al oeste del pueblo siendo el patrimonio religioso e histórico muy importante en el pueblo.

## Fiestas y Romerías
FIESTAS PATRONALES: último fin de semana de julio.
ROMERÍAS: A Santa Lucía el 13 de septiembre. A Arguiloáin, el 2 de julio.

## Servicios
Este pequeño pueblo consta de casa rural, servicio de autobús, consultorio médico y una pequeña taberna cerca del ayuntamiento.